# Diskografie Golden Earring
Diskografie Golden Earring: toto je kompletní diskografie nizozemské rockové skupiny Golden Earring (původně Golden Earrings), obsahující nahrávky vydané od roku 1965. Skupina přestala vystupovat v roce 2019, později vycházely archivní nahrávky. Skupina vydala celkem 25 studiových alb, řadu koncertních záznamů, kompilací a desítky singlů.

## Studiová alba
| Rok  | Název                                   | Kritika podle AllMusic |
| 1965 | Just Earrings                           | odkaz                  |
| 1966 | Winter-Harvest                          | odkaz                  |
| 1967 | Miracle Mirror                          | odkaz                  |
| 1968 | On the Double                           | odkaz                  |
| 1969 | Eight Miles High                        | odkaz                  |
| 1970 | Golden Earring (také The Wall of Dolls) | odkaz                  |
| 1971 | Seven Tears                             | odkaz                  |
| 1972 | Together                                | odkaz                  |
| 1973 | Moontan                                 | odkaz                  |
| 1975 | Switch                                  | odkaz                  |
| 1976 | To the Hilt                             | odkaz                  |
| 1976 | Contraband (také Mad Love)              | odkaz                  |
| 1978 | Grab It for a Second                    | odkaz                  |
| 1979 | No Promises…No Debts                    | odkaz                  |
| 1980 | Prisoner of the Night                   | odkaz                  |
| 1982 | Cut                                     | odkaz                  |
| 1984 | N.E.W.S.                                | odkaz                  |
| 1986 | The Hole                                | odkaz                  |
| 1989 | Keeper of the Flame                     | odkaz                  |
| 1991 | Bloody Buccaneers                       | odkaz                  |
| 1994 | Face It                                 | odkaz                  |
| 1995 | Love Sweat                              | odkaz                  |
| 1999 | Paradise in Distress                    | odkaz                  |
| 2003 | Millbrook U. S. A.                      |                        |
| 2012 | Tits 'n Ass                             |                        |

## Koncertní alba
| Rok  | Název                                       | Kritika podle AllMusic |
| 1977 | Live                                        | odkaz                  |
| 1981 | 2nd Live                                    | odkaz                  |
| 1984 | Something Heavy Going Down                  | odkaz                  |
| 1992 | The Naked Truth                             | odkaz                  |
| 1997 | Naked II                                    | odkaz                  |
| 2000 | Last Blast of the Century                   |                        |
| 2005 | Naked III: Live at the Panama               |                        |
| 2006 | Live in Ahoy                                |                        |
| 2016 | Five Zero                                   |                        |
| 2022 | You Know We Love You! – Live Ahoy 2019      |                        |
| 2023 | Back Home: The Complete Leiden 1984 Concert |                        |

## Kompilace
- Greatest Hits (1968, Polydor)
- The Best of Golden Earring (1970, pouze v USA)
- Hearing Earring (1973)
- Story (1977)
- Greatest Hits, Vol. 3 (1981)
- The Very Best, Vol. 1 (1988)
- The Very Best, Vol. 2 (1988)
- The Continuing Story of Radar Love (1989)
- Radar Love (1992)
- Best of Golden Earring (1994, pouze v Evropě)
- The Complete Naked Truth (1998)
- 70s & 80s, Vol. 35 (1998)
- Greatest Hits (2000)
- The Devil Made Us Do It: 35 Years (2000, čtyřCD)
- Singles 1965–1967 (2002)
- Bloody Buccaneers/Face It (2002)
- 3 Originals (2003)
- Collected (2009, trojCD)

## Singly
- „Please Go“ / „Chunk of Steel“ (1965)
- „Lonely Everyday“ / „Not to Find“ (1965)
- „That Day“ / „The Words I Need“ (1966)
- „You Leave Me“ / „Waiting for You“ (1966)
- „Things Go Better“ / „Rum and Coca-Cola“ (1966)
- „Daddy Buy Me a Girl“ / „What You Gonna Tell“ (1966)
- „Don't Run Too Far“ / „Wings“ (1966)
- „In My House“ / „Smoking Cigarettes“ (1967)
- „Sound of the Screaming Day“ / „She Won't Come to Me“ (1967)
- „Together We Live Together We Love“ / „I Wonder“ (1967)
- „The Truth About Arthur“ / „Gipsy Rhapsody“ (1968)
- „I've Just Lost Somebody“ / „The Truth About Arthur“ (1968)
- „Dong-dong-di-ki-di-gi-dong“ / „Wake Up – Breakfast!“ (1968)
- „Just a Little Bit of Peace in My Heart“ / „Remember My Friend“ (1968)
- „Where Will I Be“ / „It's Alright, But I Admit Could Be Better“ (1969)
- „It's Alright, But I Admit Could Be Better“ / „Song of a Devil's Servant“ (1969)
- „Another 45 Miles“ / „I Can't Get a Hold on Her“ (1969)
- „Eight Miles High“ / „One High Road“ (1970)
- „Back Home“ / „This Is the Time of the Year“ (1970)
- „Holy Holy Life“ / „Jessica“ (1971)
- „She Flies on Strange Wings, Part 1 & 2“ (1971)
- „Buddy Joe“ / „Avalanche of Love“ (1972)
- „Stand by Me“ / „All Day Watcher“ (1972)
- „Radar Love“ / „The Song Is Over“ (1973)
- „Instant Poetry“ / „From Heaven from Hell“ (1974)
- „Candy's Going Bad“ / „She Flies on Strange Wings“ (1974)
- „Tons of Time“ / „Love Is a Rodeo“ (1975)
- „Ce Soir“ / „Lucky Number“ (1975)
- „The Switch“ / „The Lonesome D.J.“ (1975)
- „Sleepwalkin'“ / „Babylon“ (1976)
- „To the Hilt“ / „Violins“ (1976)
- „Bombay" / "Faded Jeans“ (1976)
- „Radar Love“ (live) / „Just Like Vince Taylor“ (live) (1977)
- „Movin' Down Life“ / „Can't Talk Now“ (1978)
- „Weekend Love“ / „It's Only a Matter of Time“ (1979)
- „I Do Rock 'n Roll“ / „Sellin' Out“ (1979)
- „Long Blond Animal“ / „Triple Treat“ (1980)
- „No for an Answer“ / „Annie“ (1980)
- „Slow Down“ / „Heartbeat“ (1981)
- „Twilight Zone“ / „King Dark“ (1982)
- „The Devil Made Me Do It“ / „Shadow Avenue“ (1982)
- „When the Lady Smiles“ / „Orwell's Year“ (1984)
- „Clear Night Moonlight“ / „Fist in Glove“ (1984)
- „N.E.W.S.“ / „It's All Over“ (1984)
- „Something Heavy Going Down“ / „I'll Make It All Up to You“ (1984)
- „Quiet Eyes“ / „Gimme a Break“ (1986)
- „Why Do I“ / „Gimme a Break“ (rocková verze) (1986)
- „Why Do I“ / „Love in Motion“ (1986)
- „They Dance“ / „Love in Motion“ (1986)
- „My Killer, My Shadow“ / „My Killer, My Shadow“ (alternativní verze) (1988)
- „Turn the World Around"“ / „You Gun My Love“ (1989)
- „Distant Love“ / „Nighthawks“ (1989)
- „Going to the Run“ / „Time Warp“ (1991)
- „Temporary Madness“ / „One Shot Away from Paradise“ (1991)
- „Pouring My Heart Out Again“ / „Planet Blue“ (1991)
- „Making Love to Yourself“ / „In a Bad Mood“ (1992)
- „Another 45 Miles (Live)“ (1992)
- „Radar Love“ / „Bloody Bucaneers“ (1992)
- „I Can't Sleep Without You“ (1992)
- „Long Blond Animal“ (live – acoustic) / „Twilight Zone" (live – acoustic) / "„Jangalane“ (live – acoustic) / „Don't Stop the Show“ (live – acoustic) (1993)
- „As Long as the Wind Blows“ (live – acoustic) / „Please Go“ (live – acoustic) / „Sound of the Screaming Day“ (live – acoustic) (1993)
- „Johnny Make Believe“ / „Minute by Minute“ (1994)
- „Hold Me Now“ / „Freedom Don't Last Forever“ / „Livin' With Me (Ain't That Easy)“ (1994)
- „Gotta See Jane“ / „Try a Little Tenderness“ (1996)
- „This Wheel's on Fire“ / „My Little Red Book“ (1996)
- „Burning Stuntman“ / „Bombay“ (1997)
- „The Devil Made Me Do It“ (unplugged) / „Mood Indigo“ (1998)
- „Paradise in Distress“ / „Are You Receiving Me?“ (1999)
- „Whisper in a Crowd“ / „The Vanilla Queen“ (1999)
- „Miles Away from Nowhere“ (2000)
- „Yes! We're on Fire“ / „Yes! We're on Fire“ (orchestrální verze) (2000)
- „Albino Moon“ (2003)
- „Colourblind“ (2003)
- „I've Just Lost Somebody“ (2005)
- „Angel“ (2005)
- „Still Got the Keys to My First Cadillac“ (2012)
- „Say When“ (2019)